# Рід-ім-Іннкрайс
Рід-ім-Іннкрайс (нім. Ried im Innkreis) — місто в Австрії, у федеральній землі Верхня Австрія.
Центр округу Рід-ім-Іннкрайс. Населення становить 11903 особи (на 1 січня 2018 року). Займає площу 6,78 км². 

## Історія
Вперше Рід згадується 13 листопада 1136 року як замок баварського суверена з резиденцією дворянського дому Рід. Вже в 1180 році жителі Ріда вперше згадуються в документах, вказуючи на поселення поблизу замку.
Легенда свідчить, що в 1191 році Дітмар дер Анхангер, син мірошника, отримав ринкове місто Рід як феодальне володіння від Фрідріха Барбаросси. Нібито Дітмар підвищив моральний дух війська під час хрестового походу: коли вороги скинули прапор армії в Іконії, Дітмар зняв чоботи і надів їх на списа; під цим знаком хрестоносці набралися нової мужності й зуміли завоювати місто. Селянський чобіт цієї легенди тепер є частиною герба міста. 
Рід володарів Ріда закінчився близько 1200 року, і баварські герцоги захопили територію. У 1266 році Рід був завойований Отокаром II і 24 вересня 1364 року Рудольф IV його знову завоював.
У 1649 році епідемія чуми досягла міста і забрала 236 життів.
Після війни за баварську спадщину Іннфіртель, включно з Рідом, був переданий Австрії за Тешенським договором 1779 року. Під час наполеонівських війн він був тимчасово повернутий Баварії в 1810 році. Наполеон двічі ночував у Ріді і ледве втік від замах на нього 2 травня 1809 року.
8 жовтня 1813 року за Рідським договором Баварія перейшла на інший бік і приєдналася до Шостої коаліції проти Наполеона. Після Мюнхенського договору 1816 року Рід остаточно став австрійським.
Будучи найбільшим ринковим містом Австрії того часу, Рід отримав статут міста від австрійського імператора Франца Йосифа I у 1857 році. «Gewerbliche Ausstellungsfest» (комерційний виставковий фестиваль), який вперше відбувся в 1867 році, став основою для Пізніше Рід став центром виставок і ярмарків.
12 березня 1938 року - в день анексії Австрії нацистською Німеччиною - частини німецького вермахту увійшли в Рід; Гітлер проїжджав через місто, прямуючи до Лінца. Наприкінці Другої світової війни 3 травня 1945 року американські війська увійшли в місто, і місто стало частиною американської окупаційної території в окупованій Австрії. Американська військова адміністрація побудувала табір для військовополонених німецьких військових. Окрім табору для військовополонених, був побудований табір для переміщених осіб. Цей табір очолив член УНРРА і мав номер 701А.

## Відомі уродженці
- Анді Гольдбергер
- Ернст Кальтенбруннер
- Антон Цайлінґер